# Скок удаљ без залета
Скок удаљ без залета је атлетска дисциплина која је била на програму Олимпијских игара 1900. у Паризу до Игара 1912. у Стокхолму.
Приликом скока удаљ без залета стоји на линији означеној на земљи са обе ноге, које су незнатно размакнуте. Атлетичар махањем са обе руке и савијањем колена покушава се одразити што је даље могуће. Према олимпијским правилима за ову дисциплину атлетичар скаче три покушаја, а рачуна се најдужи скок.
Први светски рекорд у скоку удаљ без залета поставио је Реј Јури скоком од 3,47 м 3. септембра 1904. Тренутни рекорд држи Норвежанин Arne Tvervaag.
Када су у изграђена борилишта у затвореном простору, скок удаљ без залета је почео да нестаје као атлетска дисциплина. Данас, је Норвешка једина земља у којој скок удаљ из места је дисциплина на програму националног првенства заједно са скоком увис без залета и одржава се сваке зиме од 1995.
У Канади, ученици у школским такмичењима у атлетици имају и скок удаљ без залета заједно са осталим дисциплинама. Скок удаљ без залета је такође једна од дисциплина теста физичке кондиције који морају испунити кадети Краљевског војног колеџа Канаде..

## Освајачи олимпијских медаља
| Олимпијске игре        |                                 | Резултат |                                   | Резултат |                                    | Резултат |
| Париз 1900. детаљи     | Реј Јури · Сједињене Државе     | 3,21 ОР  | Ирвинг Бакстер · Сједињене Државе | 3,135    | Емил Торшбеф · Француска           | 3,03     |
| Сент Луис 1904. детаљи | Реј Јури · Сједињене Државе     | 3,47 ОР  | Чарлс Кинг · Сједињене Државе     | 3,27     | Џон Билер · Сједињене Државе       | 3,25     |
| Атина 1906.¹ детаљи    | Реј Јури · Сједињене Државе     | 3,30     | Мартин Шеридан · Сједињене Државе | 3,095    | Лосон Робертсон · Сједињене Државе | 3,05     |
| Лондон 1908. детаљи    | Реј Јури · Сједињене Државе     | 3,335    | Константинос Циклитирас · Грчка   | 3,235    | Мартин Шеридан · Сједињене Државе  | 3,23     |
| Стокхолм 1912. детаљи  | Константинос Циклитирас · Грчка | 3,37     | Плат Адамс · Сједињене Државе     | 3,36     | Бенџамин Адамс · Сједињене Државе  | 3,28     |

¹ На десетогодишњицу првих модерних Олимпијских игара одржане су 1906. у Атини тзв. Олимпијске међуигре у организацији Међународног олимпијског комитета.